# الجبيبة (وادي العين)

تعديل مصدري - تعديل

الجبيبة هي إحدى قرى عزلة وادي العين بمديرية حورة التابعة لمحافظة حضرموت، بلغ تعداد سكانها 142 نسمة حسب تعداد اليمن لعام 2004.